# Wendy Sloboda

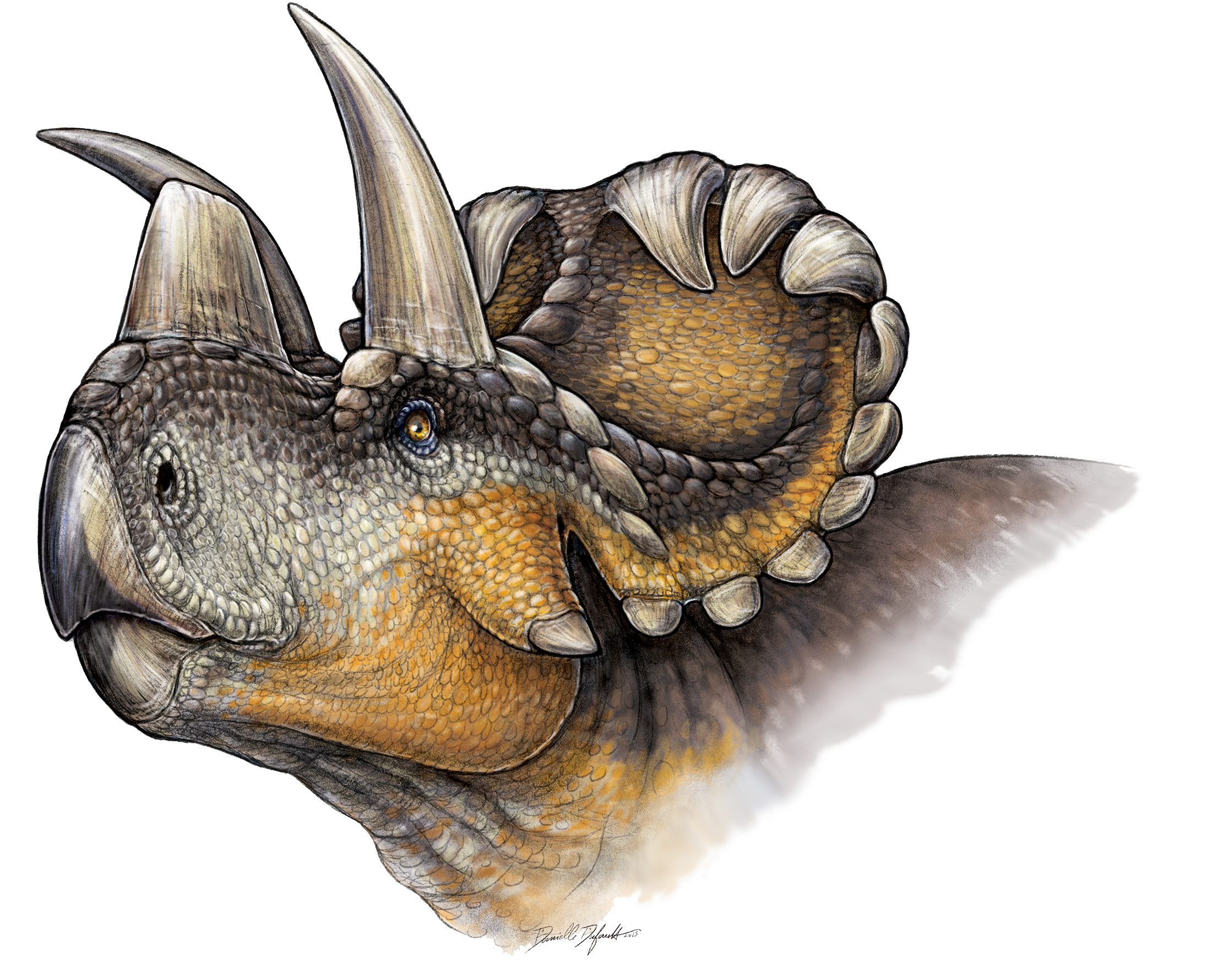
Illustration des Wendiceratops pinhornensis, den Sloboda 2010 fand

Wendy Sloboda (* 1967/1968) ist eine kanadische Fossiliensammlerin aus Warner, Alberta. Sie hat auf mehreren Kontinenten viele Fossilien von Dinosauriern und anderen ausgestorbenen Tieren gefunden, z. B. in Kanada, Argentinien, der Mongolei, Frankreich und Grönland. Nach ihr wurde der gehörnte Dinosaurier Wendiceratops pinhornensis benannt, von dem sie 2010 Überreste fand, sowie das Spurenfossil Barrosopus slobodai, ein Trittsiegel eines bodenbewohnenden Vogels, das sie 2003 entdeckte.

## Biographie
Als Teenager entdeckte sie 1987 fossile Eierschalen in Süd-Alberta, die sie Wissenschaftlern aushändigte, die daraufhin mehrere Nester von Hadrosauriern (Entenschnabelsauriern) fanden, einschließlich fossilen Embryos. Sie studierte von 1989 bis 1990 an der University of Lethbridge und fand währenddessen ein Hadrosaurierskelett. Danach arbeitete sie 16 Jahre als paläontologische Technikerin am Royal Tyrrell Museum und gründete 2001 eine eigene Firma, Mesozoic Wrex Repair, die sich mit der Konservierung und dem Abguss von Fossilien befasst. Sie erhielt 2001 von der University of Lethbridge einen B.A. in Geschichte.
Der Paläontologe David Evans des Royal Ontario Museums nennt Sloboda im Grunde genommen eine Legende in Alberta, da sie vermutlich eine der besten Fossiliensucherinnen der Welt sei („basically a legend in Alberta. She’s probably one of the best dinosaur hunters in the world.“) Ihre Funde schließen das erste Flugsaurier-Bone-Bed in Nordamerika ein. Hinzu kommt ein Flugsaurierbein, das Anzeichen von Bissen eines kleinen Dinosauriers zeigt, was den Schriftsteller Daniel Loxton 2013 zu seinem Buch Pterosaur Trouble anregte.
Sloboda machte zahlreiche Funde im Dinosaur Provincial Park in Alberta, einschließlich eines fossilen Schädels eines Corythosaurus, sowie Fossilien von Ankylosauriern, darunter Euoplocephalus und von Krokodilen. Im Jahr 1999 fand und präparierte sie die ersten bekannt gewordenen Fossilien einer graviden (d. h. eiertragenden) Schildkröte. Zusammen mit der Paläontologin Darla Zelenitsky beschrieb sie 2005 fossile Eierschalen, die in Alberta und Montana gefunden wurden, unter dem Namen Reticuloolithus. Von ihnen wird angenommen, dass sie von Maniraptoren wie Oviraptorosauriern oder Dromaeosauriden stammen.
Als sie 2003 in Argentinien arbeitete, fand sie einen fossilen Fußabdruck bei Plaza Huincul. Der Fußabdruck wurde von den Paläontologen Rodolfo Coria, Philip J. Currie, Alberto Garrido und David Eberth als zu einer neuen Art von Ichnotaxa zugehörig beschrieben, die Sloboda damit ehrten, dass sie ihn Barrosopus slobodai nannten, was als „Slobodas schlammiger Fuß“ übersetzt werden kann.
In Süd-Alberta fand Sloboda 2010 zwischen dem Milk River und der kanadisch-amerikanischen Grenze einen Fels, der ein Knochenfragment enthielt. Evans and Ryan beschrieben dieses als die Überreste einer neuen Gattung und einer neuen Art mit dem Namen Wendiceratops pinhornensis, wobei der Name der neuen Gattung Slobodas Vornamen mit dem Suffix „-ceratops“ verbindet, das häufig in Dinosauriernamen vorkommt. Aus Begeisterung, dass eine neue Gattung nach ihr benannt wurde, ließ sie sich den Dinosaurier und seinen Namen auf ihren Arm tätowieren.